# Macharius

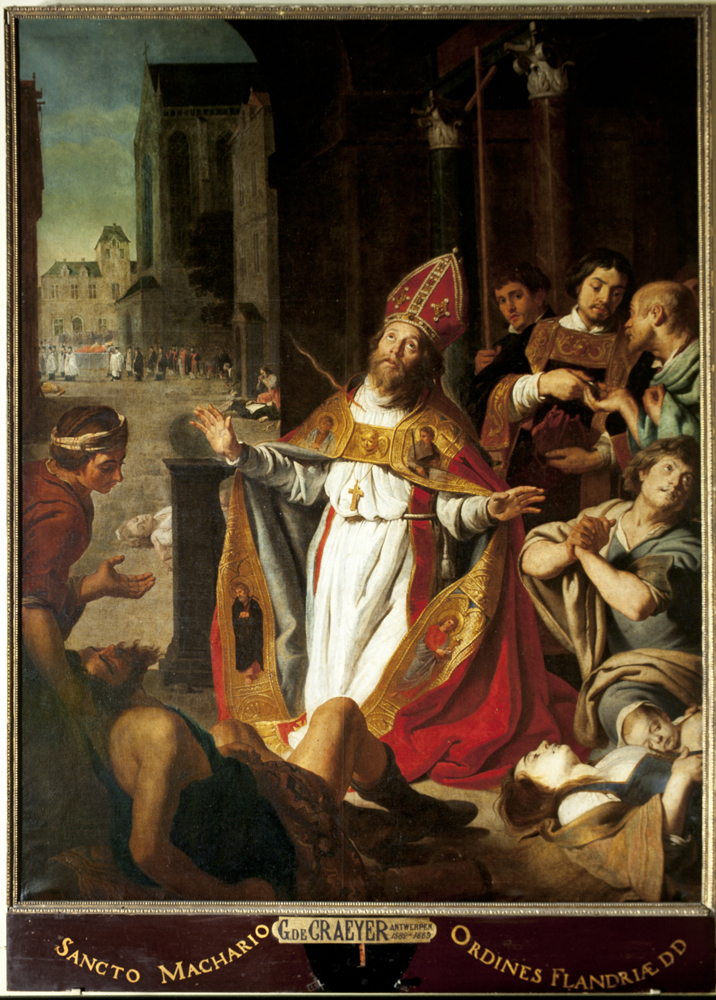
Gaspar de Crayer, Heilige Macharius, patroon van de pestlijders, Sint-Baafskathedraal, Gent

De heilige Macharius van Antiochië, ook Macharius van Gent genoemd, zou afkomstig zijn uit Armenië. Naar eigen zeggen volgde hij zijn oom op als aartsbisschop van Antiochië. Over zijn geboortedatum bestaat geen duidelijkheid. Hij stierf vermoedelijk in Gent op 10 april in 1012. Hij wordt veelal afgebeeld in bisschopskleren en met een steen waarin drie spijkers vastzitten. Sint-Macharius werd aanroepen als patroonheilige tegen besmettelijke ziektes bij de mens (vanaf zeker de 18e eeuw ook vee). 

## Legende
Volgens de legende die werd neergeschreven door de monniken van de Sint-Baafsabdij, zou in het jaar 1011 een Armeense pelgrim in Gent zijn gearriveerd. Hij was er na vele omzwervingen beland. Zo zou hij in Jeruzalem gevangengenomen en gemarteld zijn geweest door ‘bose en quade’ lieden. Volgens de legende nagelden ze hem met 3 spijkers aan de grond en legden een gloeiende steen op zijn borst. Als bij wonder begon de grond echter te trillen, de nagels schoten los en de gloeiende steen werd weggeworpen. Zijn heidense belagers bekeerden zich tot het christendom na het aanschouwen van dit mirakel. Nadien trok Macharius naar het Westen. Hij predikte en verrichtte mirakels tijdens zijn doortocht in Kamerijk, Aken, Doornik en Mechelen. Uiteindelijk komt hij in 1011 in Gent aan, waar hij eerst aanklopt bij de Sint-Pietersabdij, maar weg wordt gestuurd. In de Sint-Baafsabdij daarentegen wordt hij hartelijk ontvangen door abt Erembold. Na een verblijf van enkele maanden breekt in de stad een epidemie uit die vele dodelijke slachtoffers maakt. De monniken roepen Macharius' hulp in en vroegen hem te bidden voor het welzijn van de stad. Na drie dagen bidden openbaart God hem in een visioen dat de stad van de plaag zal verlost worden, indien hij zich opoffert en eveneens aan de ziekte overlijdt. Op zijn grafsteen valt te lezen dat hij op 10 april (Witte donderdag) in 1012 overleed.

### Kritische reflectie
Zeker is dat er in 1011 een Oosterse pelgrim aankwam in Gent, maar de waarheid is moeilijk van de legende te onderscheiden. In Gent was al lang een conflict aan de gang tussen de Sint-Baafsabdij en de Sint-Pietersabdij. Heiligen werden door beide abdijen geclaimd of zelfs deels of helemaal verzonnen. Een florissante heiligencultus gaf prestige, maar bracht vooral economisch gewin. Reeds in 1022 wordt Macharius als 'heilige' vermeld in geschriften van de Sint-Baafsabdij. Op 9 mei 1067 wordt Macharius officieel heilig verklaard in het bijzijn van Philip, Dauphin de France, Boudewijn V (de Grote), graaf van Vlaanderen, en de bisschoppen van Noyon en Kamerijk. De plechtigheid ging samen met de inhuldiging van de nieuwe abdijkerk op 10 mei, de volgende dag dus.

## Verering van Macharius doorheen de tijd

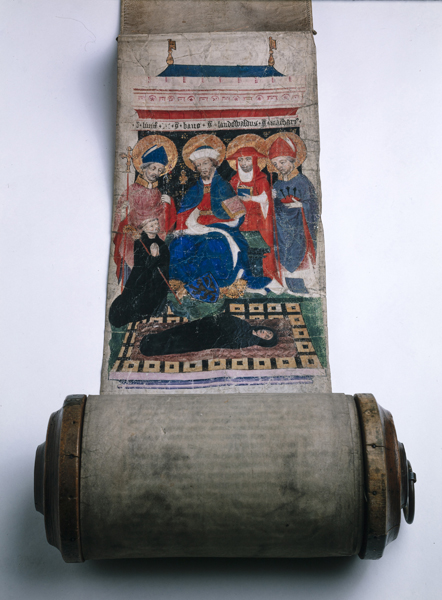
Een dodenrol van de Sint-Baafsabdij uit 1406. Op de afbeelding staan de vier voornaamste heiligen over enerzijds de overleden en anderzijds de nieuwe abt gebogen. Van links naar rechts: de heilige Lieven (Sint-Lieven), de heilige Bavo, de heilige Landoaldus en de heilige Macharius.

### Middeleeuwen
Over de verering van Macharius na zijn heiligverklaring in 1067 is weinig geweten bij gebrek aan bronnen. Vermoedelijk werd telkens op de verjaardag van zijn heiligverklaring een  processie gehouden. Macharius werd hoogstwaarschijnlijk overtroffen in populariteit door de belangrijkste heilige van de abdij, Sint-Lieven, die compleet verzonnen werd. Ook Sint-Bavo en Sint-Landoaldus behoorden tot de 'huisheiligen' van de Sint-Baafsabdij. Een pauselijke brief uit 1344 beloofde iedereen die Macharius ging vereren op zijn sterfdag of de dag van zijn heiligverklaring een aflaat. 

### Vroegmoderne tijd
Door aanhoudende mistoestanden gedurende de Sint-Lievensbedevaart (zoals bijvoorbeeld bij de rellen bij de Blijde Intrede van Karel de Stoute in 1467) was diens populariteit tanende. Macharius won ietwat aan belang, hiervan getuigt de overeenkomst uit 1514 tussen de abt van de Sint-Baafsabdij en de Brugse goudsmid Pieter Dominike om een nieuw schrijn voor de relieken van de H. Macharius te vervaardigen. 
In 1540 moesten de voormalige monniken (toen kanunniken door de hervorming van 1537) in de nasleep van de opstand van de Gentenaren, op bevel van Karel V verhuizen naar de Sint-Janskerk, de latere Sint-Baafskathedraal. Eveneens wordt in datzelfde jaar de tweedaagse bedevaart van Sint-Lieven formeel afgeschaft. Hierdoor wordt een vacuüm in Gent gecreëerd dat onder meer door de Machariusverering zal worden ingevuld.

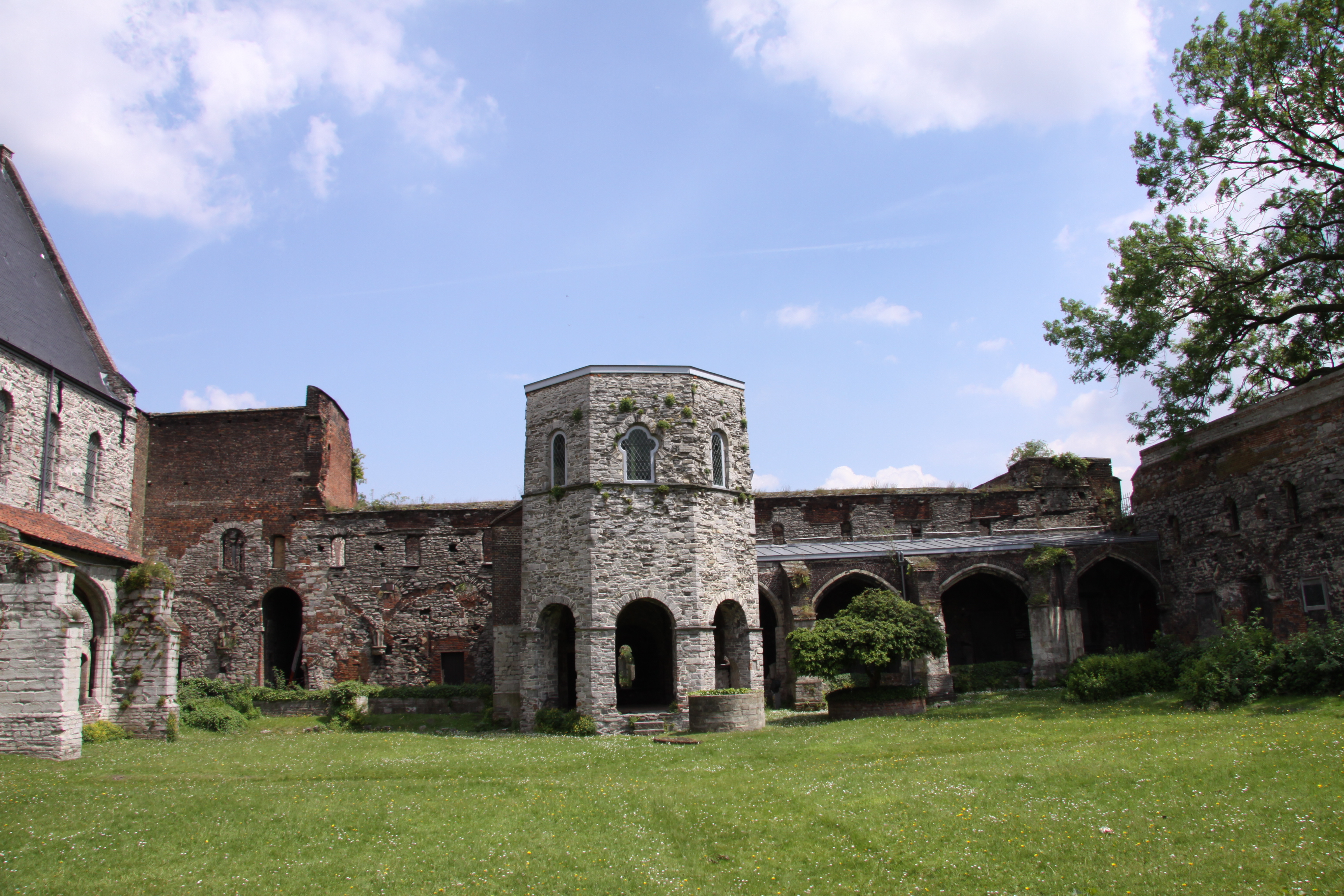
Het lavatorium in de Sint-Baafsabdij dat in 1635 werd omgevormd tot de cel van de Heilige Macharius.

Vanaf de vroege 17e eeuw lijkt de Machariusverering aan een grote opmars bezig. In 1615 vroeg het stadsbestuur van Mons aan het Gentse stadsbestuur of ze de relieken van Macharius tijdelijk mochten overbrengen, omdat er een pestepidemie was uitgebroken. Gent gaat akkoord en in 1616 schenkt Mons uit dankbaarheid een nieuw zilveren schrijn voor de relieken van Macharius. Verder zal het Gentse stadsbestuur in 1634 wegens een nieuwe uitbraak van de pest, het oude lavatorium in de Sint-Baafsabdij restaureren en presenteren als de oorspronkelijke cel van Macharius.
In 1767 organiseerde het Sint-Baafskapittel met medewerking van het stadsbestuur en de Gentse corporaties naar aanleiding van de 700e verjaardag van de heiligverklaring en reliekverheffing van Macharius grootse feestelijkheden. Het werd een indrukwekkend godsdienstig en wereldlijk gebeuren. Naast missen, een plechtige opening van het schrijn en drie devotionele processies en seculiere stoeten, werden ook theatervoorstellingen, vuurwerk, schutterswedstrijden en opera georganiseerd. Voor de gelegenheid werd een luxueus processieboek uitgegeven met talrijke illustraties die de processie uitbeelden. Aan de feestelijkheden is dus zowel een profaan als religieus karakter toe te schrijven. 

### Moderne en hedendaagse tijd
Bij de feestelijkheden 100 jaar later is dat niet het geval. Bij de viering van de 800e verjaardag is er namelijk vooral aandacht voor het religieuze aspect van het gebeuren. Gent wordt bijna de hele 19e eeuw bestuurd door de liberalen, wat zo blijft tot 1895. Dat bestuur is niet geneigd een katholiek evenement veel steun te verlenen. De kerk mobiliseert massaal de gelovigen via parochies, scholen, instituten, kloosters en genootschappen. Ook nu weer werd een prachtig processieboek uitgegeven, verlucht met kleurenlithografieën die de verschillende groepen in de processie voorstellen. 

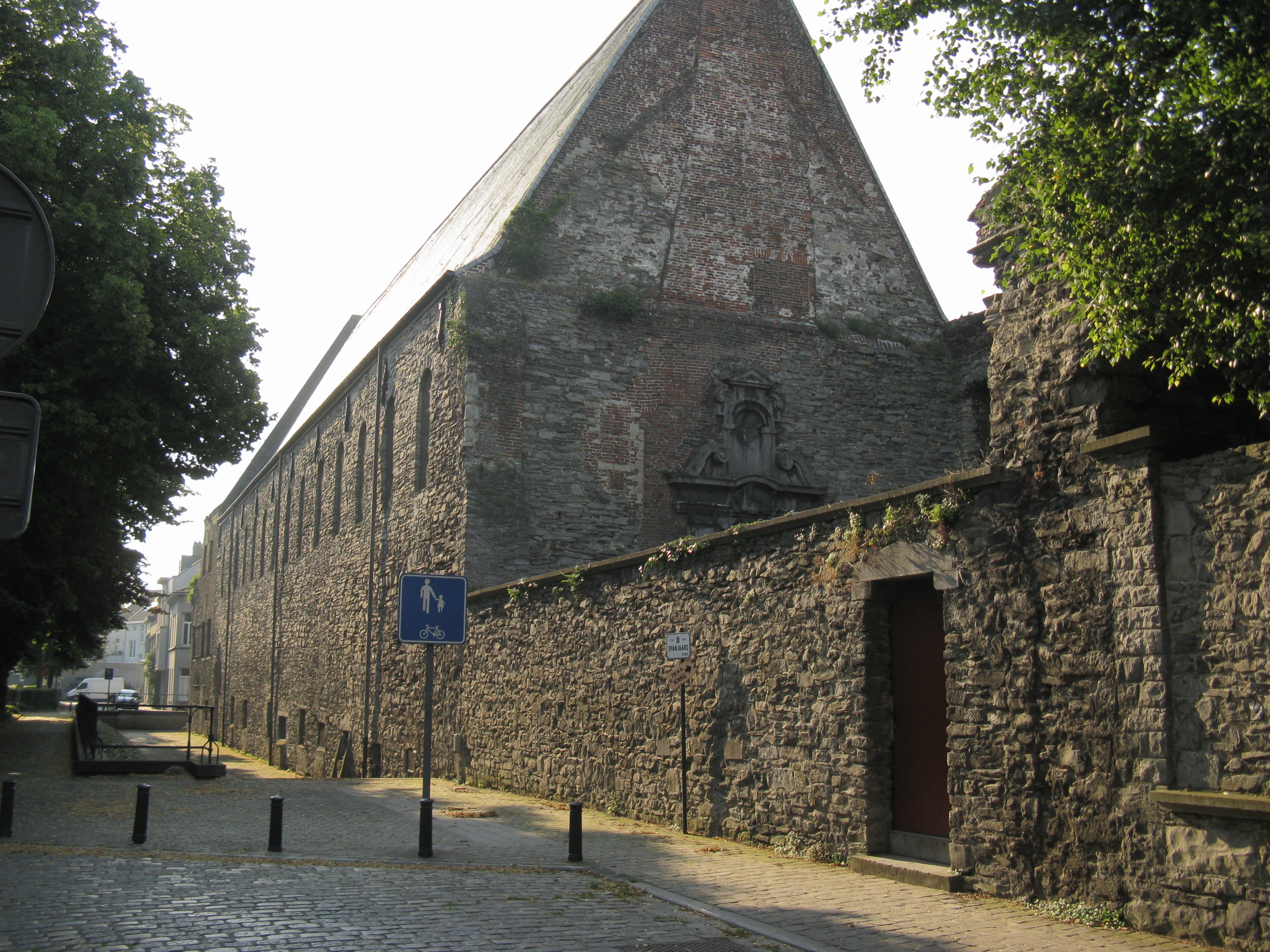
De refter van de Sint-Baafsabdij naast de Sint-Machariuskerk in de Machariuswijk.

Vandaag de dag is er in Gent nog steeds een volledige wijk vernoemd naar Macharius. Die bevindt zich rondom de restanten van de Sint-Baafsabdij, op de plaats waar vroeger het Spanjaardenkasteel stond. In deze buurt vinden we de Machariustraat, de Machariuskerk en de Machariusschool. In de Sint-Machariuskerk, die dateert uit het eind van de negentiende eeuw, vinden we Macharius op allerlei manieren afgebeeld. In de Sint-Baafskathedraal is in de linker zijbeuk een kapel aan Macharius gewijd, met onder meer een schilderij door Gaspar de Crayer. In de crypte van de kathedraal wordt het zilveren reliekschrijn bewaard dat in 1615-1616 door Hugo de la Vigne werd vervaardigd en door de stad Mons aan Gent werd geschonken. Ook in de Sint-Annakerk, Sint-Jacobskerk, Sint-Michielskerk en Sint-Niklaaskerk zijn er nog enkele beeltenissen te vinden. In april 2019 werd vanuit de opleiding Geschiedenis aan de UGent de eerste editie van de 'Verleden Week' - een projectweek voor alle geschiedenisstudenten - georganiseerd. Tijdens deze eerste editie lag de focus op de Machariuswijk en de geschiedenis van het gebied rond de Sint-Baafsabdij.